# Spirotropis
Spirotropis is een geslacht van weekdieren uit de klasse van de Gastropoda (slakken).

## Soorten
- Spirotropis aganactica (Watson, 1886)
- Spirotropis azorica Bouchet & Warén, 1980
- Spirotropis carinata (Bivona, 1838) †
- Spirotropis centimata (Dall, 1889)
- Spirotropis confusa (Seguenza, 1880)
- Spirotropis ephamilla Verrill, 1884
- Spirotropis eurytima Morassi, 1998
- Spirotropis genilda (Dall, 1908)
- Spirotropis laodice (Dall, 1919)
- Spirotropis limula Martens, 1904
- Spirotropis lithocolleta (Watson, 1881)
- Spirotropis modiolus (de Cristofori & Jan, 1832) †
- Spirotropis monterosatoi (Locard, 1897)
- Spirotropis patagonica (d'Orbigny, 1841)
- Spirotropis phaeacra (Watson, 1881)
- Spirotropis stirophora (Watson, 1881)
- Spirotropis studeriana (Martens, 1878)
- Spirotropis tmeta (Watson, 1881)